# Ча Вињ (град)
Ча Вињ (виј. Trà Vinh) је град у Вијетнаму у покрајини Ча Вињ. Према резултатима пописа 2009. у граду је живело 131.360 становника.